# Норткоут, Джеффри
Сэр Джеффри Александр Стаффорд Норткоут (англ. Geoffry Alexander Stafford Northcote; род. 9 февраля 1881 — 10 июля 1948, Сандерстед, Великобритания) — губернатор Золотого Берега (1932, 1934).

## Губернатор
Когда Норткоут прибыл в Кению в 1904 году в качестве политического атташе, Норткоут был отправлен в провинцию Ньянза, которая тогда была частью Уганды. В начале 1905 года он сопровождал карательную экспедицию на земли гусии в Южной Ньянзе. В 1907 году Норткоут был назначен окружным комиссаром гусии. Гусии, прозвавшие его Ньяриготи, считали его своим заклятым врагом. 18 января 1908 года, в разгар карательной экспедиции, которую он возглавлял, Норткоут был атакован копьём и ранен воином по имени Отеньо. Когда Отеньо был пойман, его публично судили, затащили на лошади и публично расстреляли. Затем он был обезглавлен, а его тело отправлено в Лондон. Когда Норткоут узнал об этих нападениях, чтобы отомстить за нападение на него, которое в конечном итоге стоило 160 жизней, он написал своему отцу: «Было бы слишком долго описывать идиотизм, упрямство и отсутствие военных действий».
Норткоут стал губернатором и главнокомандующим Гонконга в 1937 году. Во время его пребывания в должности разразилась Вторая японо-китайская война, и по всему материковому Китаю вспыхнули сражения. Чтобы защитить колонию, Норткоут немедленно объявил Гонконг нейтральной зоной. По мере того как война продолжалась, Гуанчжоу был оккупирован японцами, что вызвало демографический бум, поскольку беженцы хлынули в Гонконг. Норткоут предложил больше предоставлять жильё и социальные услуги для удовлетворения потребностей бедных.